# Thomas Gray

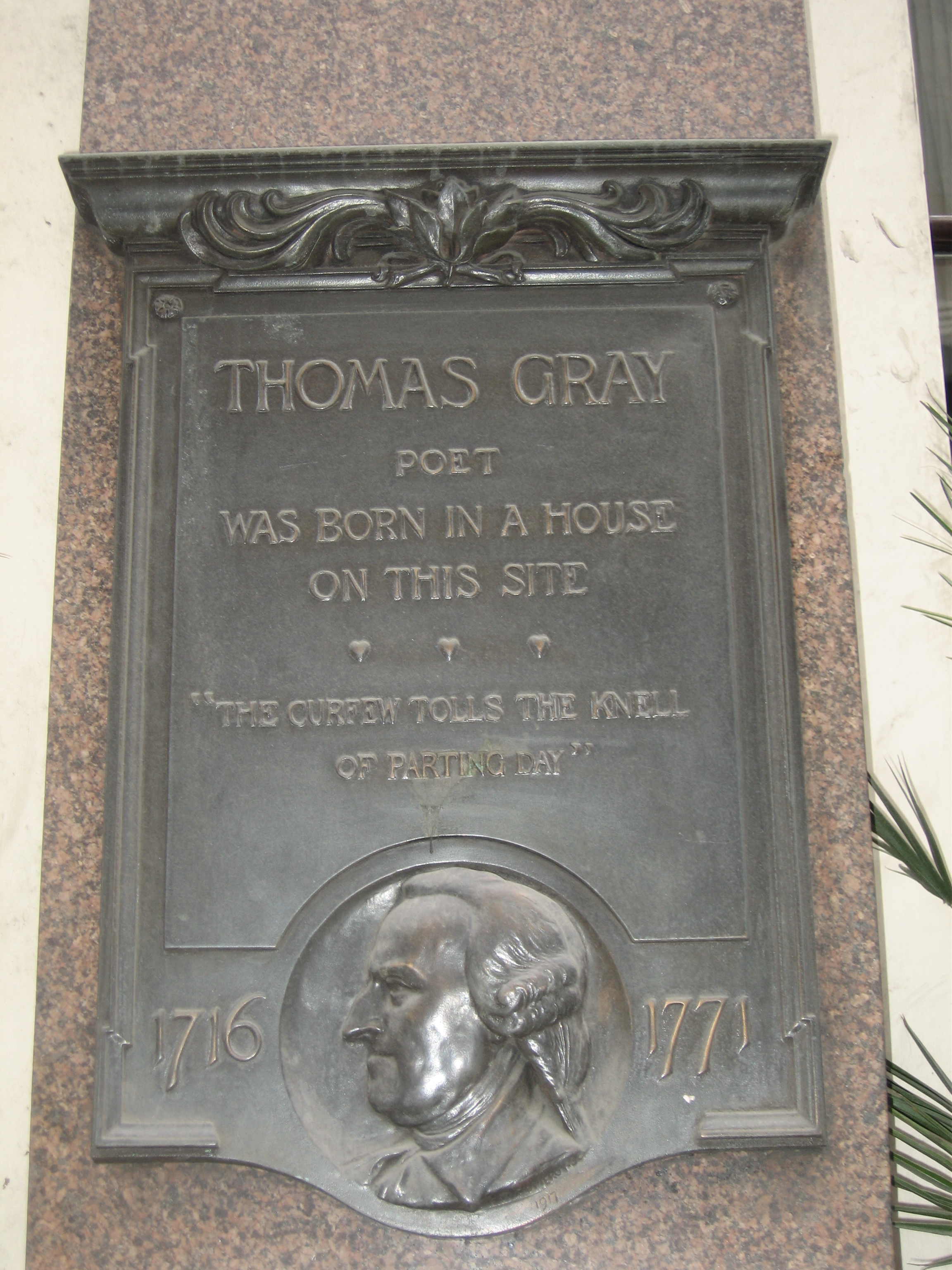
Tablica pamiątkowa na ścianie domu, w którym urodził się Thomas Gray

Thomas Gray (ur. 26 grudnia 1716 w Londynie, zm. 30 lipca 1771 w Cambridge) – poeta angielski doby neoklasycyzmu, filolog angielski, profesor historii na Cambridge University.

## Życiorys
Urodził się w Londynie. Edukację zdobył w Eton College, a następnie Peterhouse i Pembroke College w Cambridge. Zaproponowano mu także stanowisko poety nadwornego na dworze królewskim w Londynie, którego jednak nie przyjął.
Był jednym z najmniej płodnych poetów angielskich; podczas jego życia opublikowano utwory zajmujące łącznie mniej niż 1000 wersów, jednak uznawany jest obok Williama Collinsa za najlepszego poetę XVIII w. Jego wiersze są filozoficzne, nastrojowe i melancholijne. Pod koniec życia odbył podróż do Szkocji, co spowodowało fascynację kulturą ludową, widoczną w ostatnich utworach poety. Gray interesował się też, na długo przed prerafaelitą Williamem Morrisem najdawniejszą kulturą narodów nordyckich i celtyckich.
Jest autorem jednego z najczęściej cytowanych utworów literatury angielskiej – Elegy Written in a Country Churchyard (Elegia napisana na wiejskim cmentarzu, 1750). Utwór ten tłumaczyli na język polski Jerzy Pietrkiewicz i Stanisław Barańczak.
Uważany za jednego z prekursorów romantyzmu, zaliczany do grona tzw. „poetów cmentarnych”. Inny znany utwór jego autorstwa to Ode on the Death of Favourite Cat, Drowned in a Tub of Gold Fishes.